# Cotesia anomidis
Cotesia anomidis är en stekelart som först beskrevs av Watanabe 1942.  Cotesia anomidis ingår i släktet Cotesia och familjen bracksteklar. Inga underarter finns listade i Catalogue of Life.